# Momias predinásticas de Gebelein
Las momias predinásticas de Gebelein son seis cuerpos momificados naturalmente, datando de aproximadamente 3350 a. C., durante el periodo predinástico del Antiguo Egipto. Fueron los primeros cuerpos completos predinásticos descubiertos. Los cuerpos bien preservados fueron descubiertos a finales del siglo XIX por Wallis Budge, el Guardián del Museo británico de Egiptología, en unas tumbas poco profundas en la arena cerca de Gebelein (hoy, Naga el-Gherira) en el desierto egipcio.
Budge sacó todos los cuerpos de la misma tumba. Dos fueron identificados como varones y uno como mujer, con los otros de género no identificado. Los cuerpos fueron entregados al Museo Británico en 1900. Algunos objetos funerarios documentados en el momento de la excavación como "cerámicas y sílex", sin embargo no fueron transferidos al Museo Británico y su paradero se desconoce. Tres de los cuerpos fueron encontrados con coberturas de varios tipos (esteras, fibra de palma y una piel animal), todavía sobre ellos. Los cuerpos se encontraban en posición fetal, acostados sobre el lado izquierdo.
Desde 1901, el primer cuerpo excavado ha permanecido en exhibición en el Museo Británico. Apodado popularmente Ginger debido a su cabello rojo; este apodo dejó de utilizarse oficialmente desde 2004 como parte de políticas éticas recientes para los restos humanos.

## Excavación

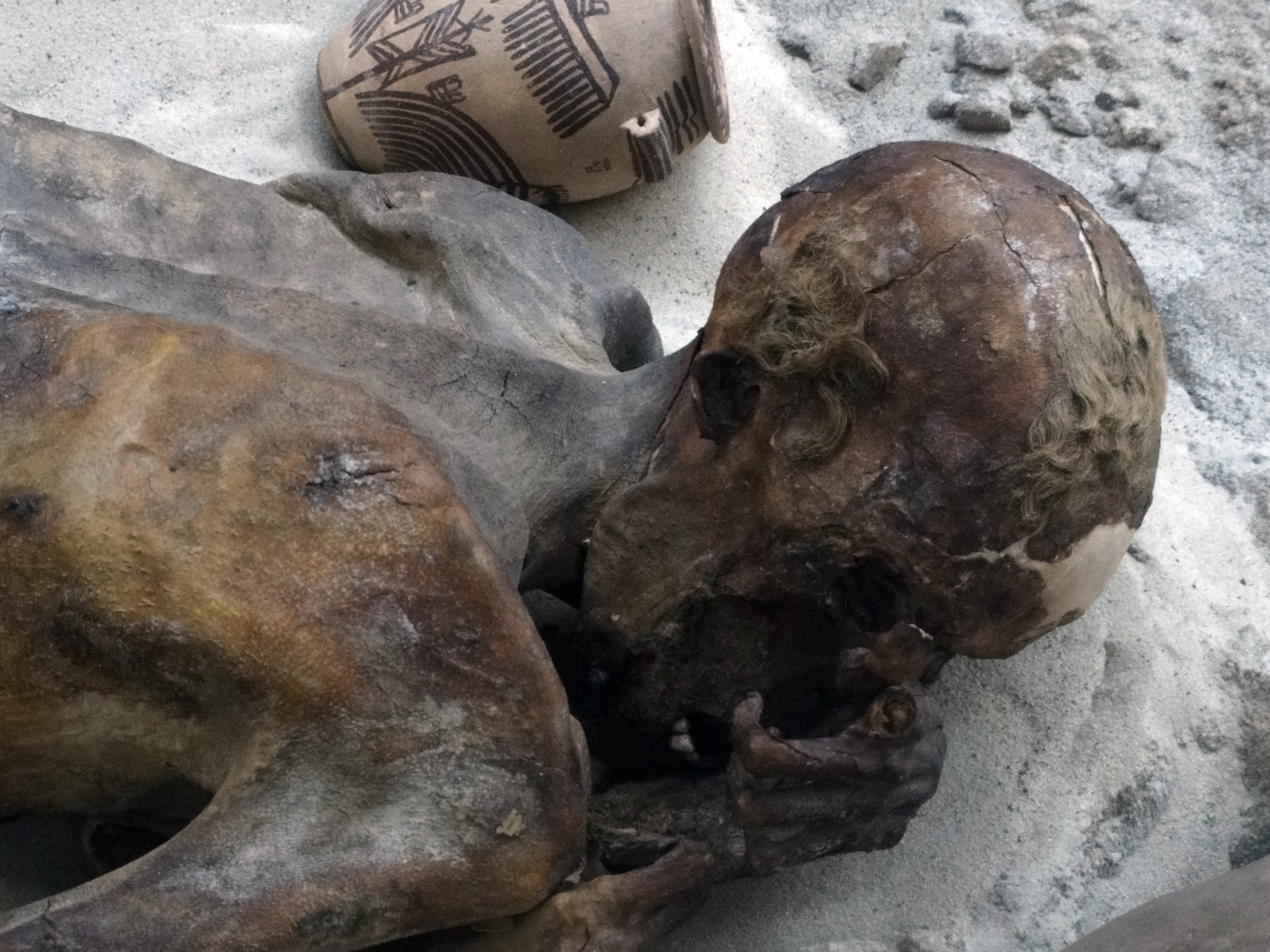
La cabeza de EA 32751 mostrando el cabello conservado. Foto tomada en 2011.

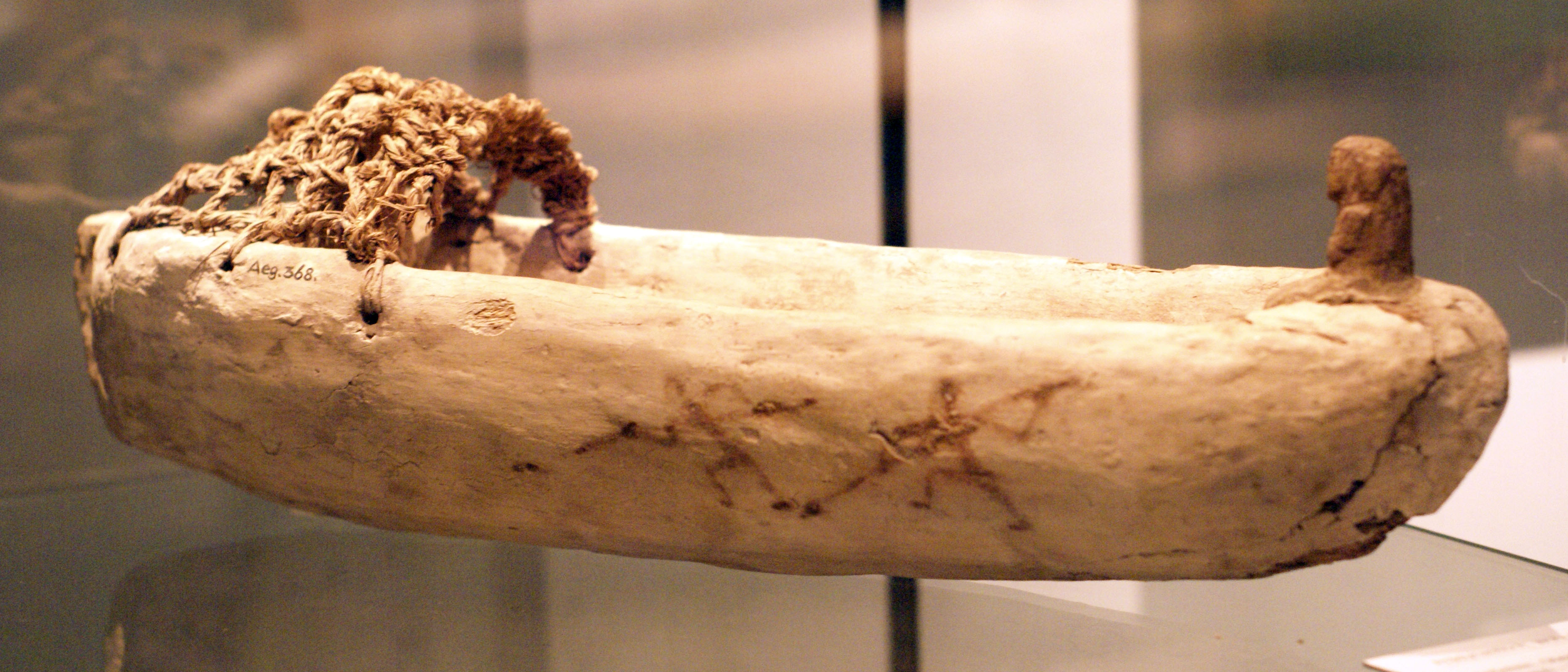
Modelo de una barca encontrada en Gebelein datada en 3400–3200 a. C. Museo histórico de Bern, ref. AE 368.

A lo largo de 1895 y 1896 las ruinas en Abidos, Tukh, Hieracómpolis y Gebelein fueron excavadas. En 1892 Jacques de Morgan, Director de Antigüedades en Egipto, había probado que la cerámica encontrada en Abydos y Nagada era anterior al periodo dinástico, estimulando el interés de muchos arqueólogos europeos. A medida que cada excavación era completada, los residentes egipcios locales continuaban en los sitios buscando restos. En 1895 E. A. Wallis Budge, en nombre del Museo Británico, adquirió sarcófagos inscritos y mobiliario funerario de las tumbas de la XII Dinastía en Deir el-Bersha trabajando con el Servicio egipcio de Antigüedades. Budge empezó a comprar objetos predinásticos a los lugareños que incluían cuencos, puntas de lanza y flecha, figuras también talladas en sílex y hueso y restos humanos parciales (descritos principalmente como huesos, sin piel o carne conservados).
En 1896, Budge fue abordado por un lugareño de Gebelein que reclamó haber encontrado unas momias. Budge fue llevado hasta los cuerpos, e inmediatamente los reconoció como del periodo predinástico y los primeros cuerpos predinásticos completos encontrados. Empezó a excavar y un total de seis cuerpos momificados fueron sacados de tumbas superficiales en la arena en Baḥr Bila Mâ (Río sin agua) ubicado en las laderas orientales de la colina más al norte de Gebelein.
Los únicos objetos funerarios eran una olla junto al cuerpo de la mujer adulta y restos parciales de mimbre, piel y lino con los otros cuerpos. En el predinástico los cuerpos eran normalmente enterrados desnudos y a veces envueltos en tela o esteras. En tal entierro, cuando el cuerpo era cubierto por la arena tibia, las condiciones medioambientales provocaban la evaporación de la mayor parte del agua corporal, significando que el cadáver se desecaba naturalmente, preservándose. Este método era ampliamente utilizado en el periodo predinástico egipcio, antes de que la momificación artificial fuera desarrollada. La momificación natural ocurrida en estos entierros en la arena seca puede haber originado la creencia egipcia de una supervivencia después de la muerte y el inicio de la tradición de dejar alimentos y útiles para la vida de ultratumba.
Todos los cuerpos estaban en la misma posición, flexionados sobre el lado izquierdo con las rodillas a la altura de la barbilla. En comparación, todos los restos humanos hallados de este periodo en Egipto están en posición similar, aunque en Merimda Beni Salama y El Amra los cuerpos fueron encontrados sobre su lado derecho. Desde el Neolítico hasta el Imperio Medio, los difuntos fueron colocados de lado. Desde este periodo serán enterrados tendidos de espaldas (posición dorsal), y desde la Quinta Dinastía los cuerpos están siempre totalmente estirados.
El interés arqueológico occidental en Gebelien empezó a principios del siglo XVIII y fue incluido por Benoît de Maillet en su Descripción de l'Egypte. El sitio incluye los restos de un templo de la diosa Hathor con una serie de cartuchos en ladrillos de barro y estelas reales de la II y III dinastías. Hallazgos de las épocas más tardías incluyen 400 ostracas en demótico y griego de una guarnición de mercenarios del siglo I a. C. Además de las excavaciones oficiales, muchos artefactos del sitio fueron introducidos en el mercado de antigüedades y pueden ser encontrados en los museos de Turín, El Cairo, Berlín, Lyon y el Museo Británico.

## Descripción
Los cuerpos fueron enterrados en tumbas superficiales separadas, colocados en posición fetal (las rodillas levantadas hasta la altura de la barbilla), que era la forma común de los entierros egipcios de la época.
En 1967 una serie de radiografías y fotografías de todos los cuerpos momificados en la colección de Antigüedades egipcias del Museo Británico proporcionó un primer análisis detallado de las momias de Gebelein. Los hallazgos se resumen abajo:
| Id    | Longitud               | Edad y sexo                   | Resumen de hallazgos |
| ----- | ---------------------- | ----------------------------- | --- |
| 32751 | 1,63 metros (5,3 pies) | Varón adulto                  | Este cuerpo masculino adulto tiene todos los dientes presentes y sanos y hay mechones de cabello rojizo aun en el cuero cabelludo. Hay fracturas post mortem debido al peso de la arena en las costillas, anillo púbico derecho, ambos huesos del muslo, espinillas y huesos de la pantorrilla pero no hay ninguna evidencia de artritis. El dedo índice izquierdo y la punta del dedo gordo del pie faltan. |
| 32752 | 1,51 metros (5 pies)   | Mujer adulta                  | Este cuerpo femenino adulto tiene fracturas en el cráneo y otros huesos producidas después de la muerte por el peso de la arena, sin embargo los huesos son sanos. Hay cabello largo y castaño presente en el cuero cabelludo. |
| 32753 | 1,49 metros (4,9 pies) | Adolescente, sexo incierto    | Este cuerpo de un adolescente tiene el cráneo desprendido y puede no pertenecer al cuerpo. Los dientes están gastados y hay fracturas post mortem en todas las costillas, tibia izquierda y hueso del muslo derecho. Hay líneas de crecimiento detenido en la tibia. Tiras de lino rodeaban el tórax y abdomen. |
| 32754 | 1,6 metros (5,2 pies)  | Varón adulto                  | Este cuerpo de varón adulto tiene una opacidad en el cráneo y dientes sanos. El cuerpo tiene fracturas post mortem en la novena costilla, el fémur derecho y una fractura agrietada en la escotadura ciática. Muchos de los dedos faltan y la mano izquierda se ha desprendido de la muñeca. Mechones de cabello castaño claro en el cuero cabelludo. |
| 32755 | 1,52 metros (5 pies)   | Adulto anciano, sexo incierto | Este cuerpo anciano tiene los huesos descalcificados, compatibles con osteoporosis senil. El cuerpo estaba probablemente en una canasta de mimbre y cubierto con una piel animal porque restos de mimbre y de la piel están aun presentes y hay jirones de lino en la superficie del cuerpo. Todos los dientes están presentes con las coronas gastadas. El cuerpo tiene muchas costillas fracturadas post mortem y solo quedan los huesos de la muñeca de la mano izquierda. Las piernas se han desprendido debido a fracturas post mortem en ambos huesos del muslo. Hay líneas de crecimiento detenido en la tibia y los últimos huesos de la mayoría de los dedos faltan. |
| 32756 | 1,51 metros (5 pies)   | Adulto, probablemente varón   | Este cuerpo de adulto tiene restos de vendas de lino en el cuello, pelvis y tobillo derecho. El cráneo se ha desprendido perdiendo los incisivos pero los dientes restantes aparecen sanos. El cuerpo tiene fracturas post mortem en las costillas y fémur izquierdo. Un brazo se ha dislocado a la altura del codo, la mano izquierda se ha desprendido de la muñeca y ambos pies también se han desprendido del resto del cuerpo. |

El primer cuerpo tenía el cabello rojizo; esto hizo que los conservadores le apodaran "Ginger" y luego también el público. Es un oscurecimiento típico en cabello conservado largos periodos de tiempo, originalmente era rubio. Después del Decreto del Tejido Humano de 2004, el Museo Británico desarrolló políticas para un tratamiento ético de los restos humanos, y dejó de utilizar el apodo.

### Muerte del hombre de Gebelein
En noviembre de 2012 se descubrió que EA 32751 (Hombre de Gebelein) probablemente había sido asesinado. Un escaneo tomográfico del cuerpo realizado en el Cromwell Hospital en Londres mostró que el hombre de Gebelein tenía entre 18 y 20 años al momento del deceso y era un joven sano y musculoso. Bajo su omóplato izquierdo, el escáner reveló una pinchazo profundo en el cuerpo; el arma del asesinato fue utilizada con tal fuerza que dañó levemente el omóplato, pero rompió la costilla de debajo y perforó el pulmón. La herida fue causada probablemente por un cuchillo de cobre o sílex de al menos 12 cm  de longitud y 2 cm de ancho. Daniel Antoine, experto en restos humanos del Museo Británico, cree que el hombre de Gebelein fue atacado por sorpresa por la espalda porque no había heridas de defensa.

### Tatuajes
Un posterior examen con rayos infrarrojos descubrió que lo que parecían unas manchas oscuras eran en realidad tatuajes, los más antiguos conservados junto con los de su contemporáneo europeo Ötzi. El joven que pereció apuñalado presenta en la parte superior de su brazo derecho un toro y un carnero ligeramente solapados, ambos animales eran símbolos en el antiguo Egipto de fuerza, poder y virilidad. La mujer tenía en la parte superior del brazo derecho un motivo lineal que podría representar un bastón de puño torcido, un símbolo de poder y estatus, y un poco más arriba, en el hombro cuatro motivos seguidos en forma de S. Fueron realizados insertando con un punzón pigmento negro a base de hollín y son prueba de que en época predinástica ciertos hombres y mujeres fueron así señalados para denotar su estatus, valentía o conocimiento.
Sin embargo, con el tiempo, la práctica quedó después circunscrita exclusivamente a cierto tipo de mujeres, las sacerdotisas y bailarinas de Hathor, que se tatuaban en brazos, hombros y vientre flores y demás símbolos de fecundidad y fertilidad, especialmente durante el Imperio Medio. En el Imperio Nuevo también algunas prostitutas se tatuaban en un muslo la imagen del dios Bes, su protector. La momia de una sacerdotisa de hacia 400 a. C. todavía muestra un tatuaje en un tobillo, pero en la época griega y romana el tatuaje, por su influencia, se verá como denigrante y marca de esclavo. Posteriormente, resurgió cuando entre los coptos hombres y mujeres devotos se tatuaban cruces cuadradas (coptas) en la frente, las mejillas o el mentón, a pesar de ser mal visto por la Iglesia. Debido luego a la creciente presión islámica, los coptos optaron por tatuajes más discretos, reconociéndose por una cruz cuadrada tatuada en la parte interior de la muñeca.

## Historia de la exposición

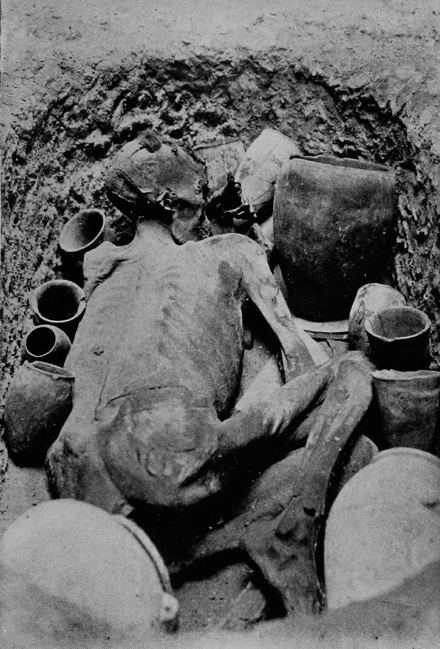
Placa de By Nile and Tigris vol. 2, 1920 (frente a p.360) mostrando cómo el cuerpo (EA 32751) era mostrado en el Museo Británico por entonces.

Las momias fueron adquiridas por el Museo Británico en 1900. Un cuerpo adulto masculino, numerado en el museo EA 32751 (y apodado entonces "Ginger"), fue puesto en exhibición en 1901, y fue el primer cuerpo humano momificado exhibido científicamente al público en general. Aparte del mantenimiento, ha estado en exhibición continua en la misma galería desde entonces. En 1987 el cuerpo fue retirado temporalmente para su restauración y uno de los cuerpos femeninos lo reemplazó. Fue apodada "Gingerella" a pesar de lucir una larga cabellera castaña.
El cuerpo masculino, EA 32751, es mostrado en una tumba de fosa en la arena reconstruida en el Museo Británico en la sala 64. Budge escribió sobre "cerámica y sílex" con el cuerpo, pero estos artefactos no fueron adquiridos por el museo. Varios objetos funerarios de tumbas similares del periodo sin embargo fueron utilizados para la exhibición. Incluyen cerámica de arcilla enlucida de negro típica del predinástico hasta la época Naqada II, y cerámica y cuencos de color liso y pulido propios de periodos ligeramente posteriores. Hay también paletas de pizarra, vasijas de piedra y cuchillos de sílex asociados con los entierros más elaborados del periodo tinita.
 
De los otros cinco cuerpos, solo la mujer adulta, numerada en el museo EA 32752, ha sido exhibida. En 1997-1998 el cuerpo visitó Roma como parte de la exposición en el Palacio Ruspoli, Ancient Faces. En 2001 el cuerpo, después de ser sometido a restauración, fue a Birmingham como parte de la exposición Egypt Revealed en la Gas Hall.